# Andrena burkelli
Andrena burkelli är en biart som beskrevs av Charles Thomas Bingham 1908. Andrena burkelli ingår i släktet sandbin, och familjen grävbin. Inga underarter finns listade i Catalogue of Life.